# Droga Męczenników Majdanka w Lublinie
Droga Męczenników Majdanka w Lublinie – jedna z głównych ulic Lublina. 

## Historia
Do II wojny światowej była to tzw. "szosa zamojska". Po jej lewej stronie, patrząc od centrum miasta znajdowała się Lubelska Wytwórnia Samolotów. Jej zabudowania (w dużej części zachowane do dzisiaj) kończyły się na wysokości obecnej ul. Wrońskiej, dalej znajdowało się lotnisko wytwórni (obecny ZOR). Po stronie prawej, na wysokości obecnej ul. Startowej znajdowały się, nieliczne, wolno stojące kamienice z okresu sprzed I wojny światowej. Dalej położone były tzw. "pola bronowickie". Właściwym początkiem szosy była linia kolejowa Warszawa–Kowel. W latach 60. XX w., poprzez znaczne obniżenie kąta nachylenia drogi, wybudowano na niej wiadukt. Oddano go do użytku w 1964 roku, w XX-lecie PRL, co upamiętnia okolicznościowa tablica. Drogą tą w lipcu 1944 wkraczały do Lublina oddziały Armii Czerwonej.

## Opis
Ulica stanowi drogę wylotową w kierunku Świdnika i Piask, ale ruch tranzytowy poprowadzony jest obecnie równoległą do niej al. Witosa. Rozpoczyna się od skrzyżowania z ulicami: Wolską, Łęczyńską i Fabryczną, będąc przedłużeniem tej ostatniej. Nazwa ulicy jest hołdem dla tych którzy zginęli zamordowani przez hitlerowców w obozie koncentracyjnym na Majdanku. Dawny obóz, gdzie obecnie mieści się muzeum (posesja nr 67) znajduje się praktycznie tuż przy ulicy. Z ulicy widoczny jest Pomnik Walki i Męczeństwa autorstwa Wiktora Tołkina. Naprzeciwko obozu, na 30-hektarowej posesji oznaczonej numerem 70, do 2008 znajdowała się jednostka wojskowa – zlikwidowana. Od 2009 roku teren ten dzierżawił Katolicki Uniwersytet Lubelski Jana Pawła II. W chwili obecnej znajdują się tu koszary 2 Lubelskiej Brygady Obrony Terytorialnej Także przy Drodze Męczenników Majdanka znajduje się duży cmentarz komunalny, znany jako "Cmentarz na Majdanku". Przy skrzyżowaniu z ul. Lotniczą usytuowany jest kościół pw. Św. Maksymiliana Kolbego (posesja nr 27). 
Innym, mniej znanym pomnikiem ulokowanym przy Drodze Męczenników Majdanka, jest pomnik "Krzyż Wdzięczności", ustawiony przed nieistniejącymi już Lubelskimi Zakładami Naprawy Samochodów (LZNS) (posesja nr 71), dla upamiętnienia strajków lipca '80 (zastąpiony praktycznie nowym monumentem w 2010 roku). Do końca lat 80. XX wieku ulicą poprowadzony był tranzyt drogi krajowej nr 17, wcześniej drogi państwowej nr 14 oraz międzynarodowych E81 i T12 w kierunku Chełma i Zamościa.
Droga Męczenników Majdanka, przed wydzieleniem z niej ulicy Józefa Franczaka „Lalka”, była siódmą ulicą w Lublinie pod względem długości (5036 m).

## Galeria

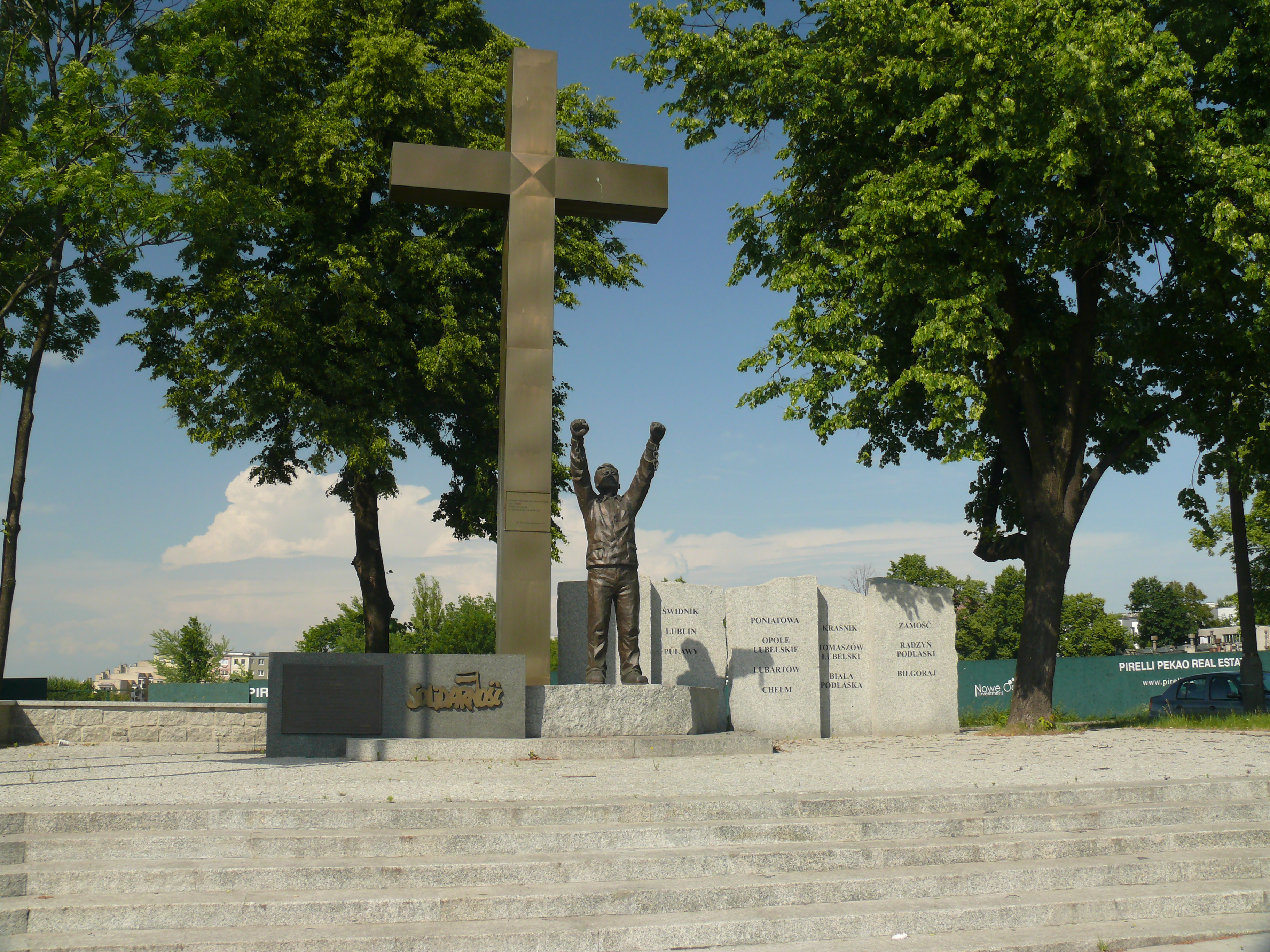
Krzyż Wdzięczności.
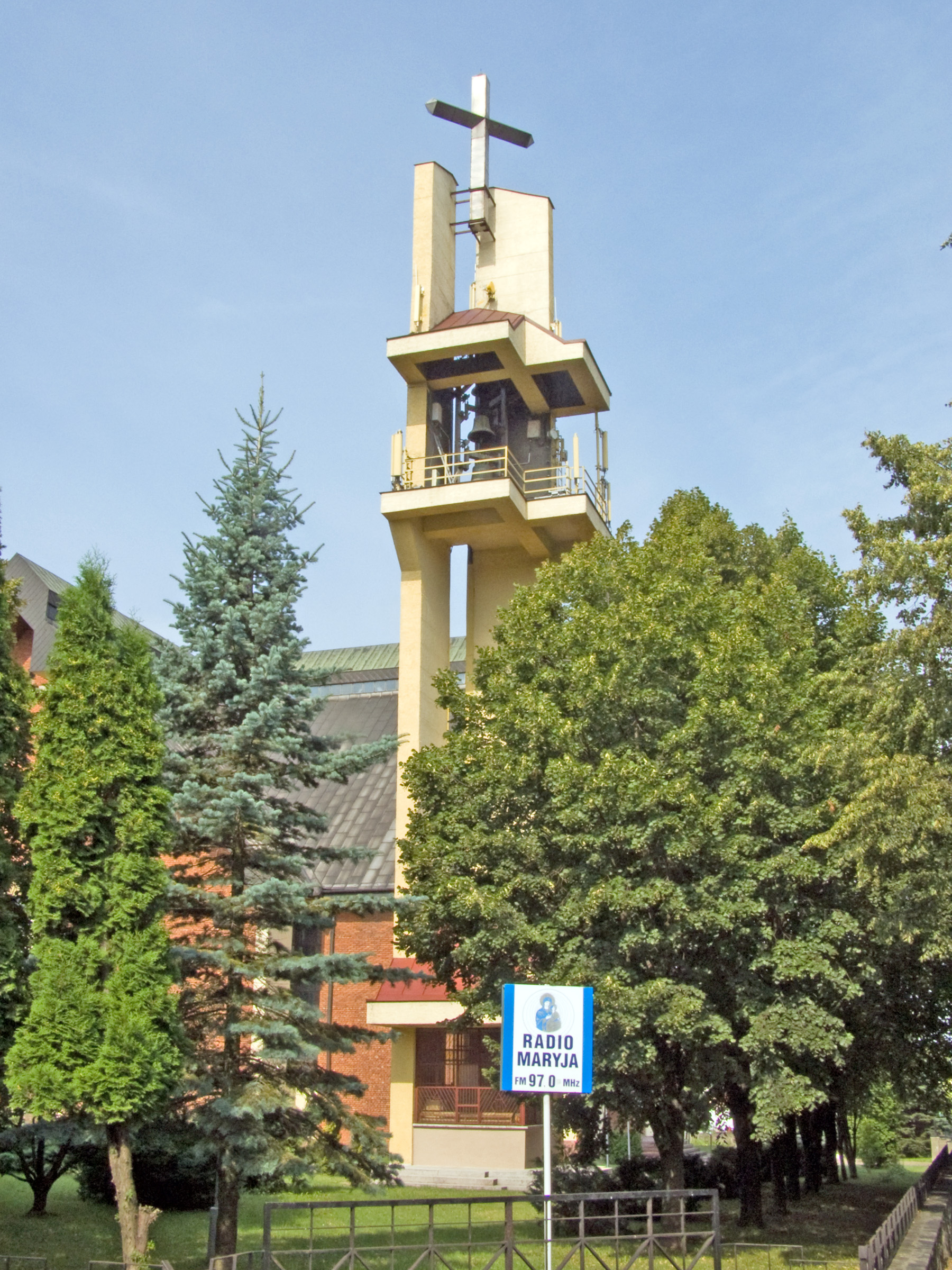
Kościół pw. Św. Maksymiliana Kolbego przy Drodze Męczenników Majdanka 27.
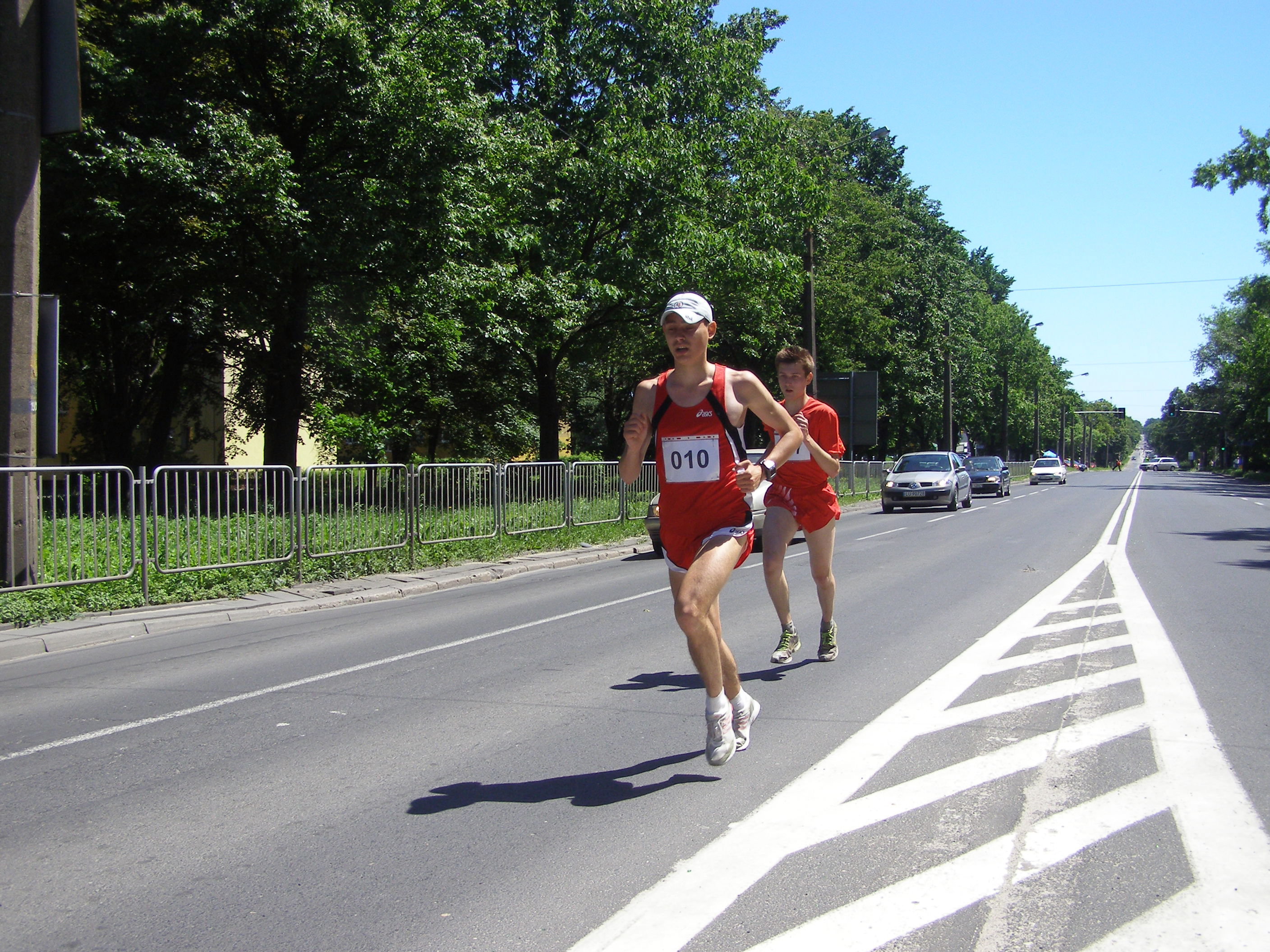
Coroczny Bieg Solidarności (XIII w 2010) którego trasa prowadzi przez Drogę Męczenników Majdanka (w perspektywie wylot ulicy na Chełm i Zamość).